# Tafea FC
A Tafea Football Club Vanuatu legeredményesebb labdarúgócsapata, székhelye Port Vilában található.

## Története
A vanuatui labdarúgó-bajnokság megalakulását követően a klub tizenöt egymást követő esztendőben hódította el a bajnoki trófeát, amely egyedülálló a világ labdarúgásának történetében. Legnagyobb riválisa az Amicale csapata 2010-ben törte meg a klub sikerszériáját.
A csapat 2001-ben bejutott az Óceániai Bajnokok Ligájának döntőjébe, ahol az ausztrál Wollongong Wolves együttese 1-0 arányban bizonyult jobbnak.

## Sikerlista
- 15-szörös vanuatui bajnok: 1994, 1995, 1996, 1997, 1998, 1999, 2000, 2001, 2002, 2003, 2004, 2005, 2006, 2007, 2008–09
- 4-szeres National Super League bajnok: 2005, 2009, 2013, 2014

### Nemzetközi
- 1-szeres Óceániai Bajnokok Ligája döntős: 2001

## Játékoskeret
2017-től
| #  |         | Poszt | Név            |
| -- | ------- | ----- | -------------- |
|    | Vanuatu | K     | Seiloni Iaruel |
| 20 | Vanuatu | K     | Kaloran Firiam |
| 4  | Vanuatu | V     | Jason Botleng  |
| 5  | Vanuatu | V     | Kevin Shem     |
| 6  | Vanuatu | V     | Jais Malsarani |
| 9  | Vanuatu | V     | Alista Karlip  |
| 18 | Vanuatu | V     | Ignace Iamak   |
| 3  | Vanuatu | KP    | Fedy Vava      |

| #  |         | Poszt | Név              |
| -- | ------- | ----- | ---------------- |
| 7  | Vanuatu | KP    | Jonah Turu       |
| 10 | Vanuatu | KP    | Zica Manuhi      |
| 12 | Vanuatu | KP    | Edisson Stephens |
| 23 | Vanuatu | KP    | Alick Ismael     |
|    | Vanuatu | KP    | Bong Kalo        |
| 11 | Vanuatu | CS    | Robert Tasso     |
| 17 | Vanuatu | CS    | Nicol Tari       |
| 21 | Vanuatu | CS    | Don Mansale      |

## Fordítás
- Ez a szócikk részben vagy egészben  a   Tafea F.C. című angol Wikipédia-szócikk fordításán alapul.  Az eredeti cikk szerkesztőit annak laptörténete sorolja fel. Ez a jelzés csupán a megfogalmazás eredetét és a szerzői jogokat jelzi, nem szolgál a cikkben szereplő információk forrásmegjelöléseként.